# Märchenerzählungen

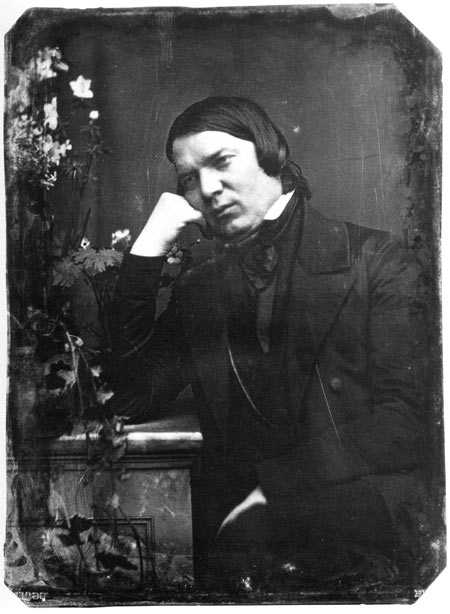
Robert Schumann en 1850.

Märchenerzählungen (Cuentos de hadas) en si bemol mayor, Op. 132 es un pieza camerística para trío de clarinete (violín ad libitum), viola y piano compuesta por Robert Schumann en 1853. La obra está dedicada a su alumno Albert Dietrich.

## Historia

### Composición

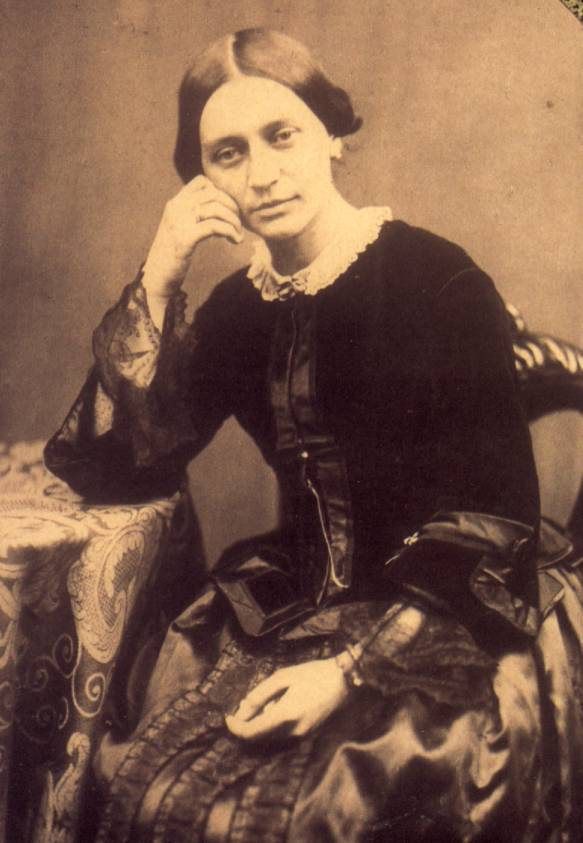
Clara Schumann, pianista de la primera interpretación, fotografiada en 1853, el año de la composición.

La composición se desarrolló entre el 9 y el 11 de octubre de 1853, poco antes del colapso mental final de Schumann y su intento de suicidio. No obstante, la música es concisa y desenfadada, y los cuatro movimientos están conectados por un motivo musical recurrente denominado Kernmotiv. Es una de las obras más orgánicas del compositor. Schumann escribió originalmente la obra para clarinete, viola y piano, la misma combinación de instrumentos que el Trío Kegelstatt de Wolfgang Amadeus Mozart. Sin embargo, la primera edición publicada ofrece la opción de violín o clarinete. El compositor estaba interesado en lo "pintoresco y lo fantasioso", pero no dejó ningún vínculo con cuentos de hadas concretos, como en su anterior Märchenbilder, Op. 113.
Clara Schumann anotó en su diario: 

«Heute vollendete Robert 4 Stücke für Klavier, Klarinette und Viola und war selbst sehr beglückt darüber. Er meint, diese Zusammenstellung werde sich höchst romantisch ausnehmen.» 

«Hoy Robert ha terminado 4 piezas para piano, clarinete y viola y está muy contento por ello. Cree que esta recopilación tendrá un aspecto muy romántico.»

### Estreno y publicación
La primera interpretación de las piezas tuvo lugar de forma privada por Clara como pianista junto con el violista Ruppert Becker y el clarinetista Johann Kochner. Poco tiempo después, Joseph Joachim las presentó en público. 
La primera edición de las piezas fue llevada a cabo en 1854 por la editorial Breitkopf & Härtel. Schumann pudo entregar el primer ejemplar al dedicatario, Albert Dietrich, en febrero de 1854.

## Estructura y análisis
La obra consta de cuatro movimientos:
- I. Lebhaft, nicht zu schnell, en si bemol mayor 2
4
- II. Lebhaft und sehr markiert, en sol menor 2
4
- III. Ruhiges Tempo, mit zartem Ausdruck, en sol mayor 3
4
- IV. Lebhaft, sehr markiert, en si bemol mayor 4
4

La interpretación de esta pieza tiene una duración de unos 16 minutos. Si bien los movimientos son similares en forma a las piezas de carácter en tres partes que se encuentran en otras obras de Schumann, las secciones de Märchenerzählungen tienen una estructura rapsódica y están temperadas con un conocimiento de la retórica vienesa de la era clásica.

### I.Lebhaft, nicht zu schnell
El primer movimiento lleva la indicación de tempo y carácter Lebhaft, nicht zu schnell, que significa "Vivo, no demasiado rápido". Está escrito en la tonalidad de si bemol mayor y compás de 2/4. A lo largo de esta obra condensada en cuatro movimientos se percibe una creciente agitación. El aspecto más intrigante de las Märchenerzählungen es el motivo musical o "núcleo" (Kernmotiv) del que deriva gran parte de la obra. Éste se presenta ya en el primer movimiento, que comienza con una frase legato en la viola que tiende a moverse en dirección ascendente. Le sigue una idea contrastante que es desligada y generalmente se mueve de manera descendente y esto se convierte en el eje del resto de la pieza. Se trata de una canción sin palabras con una excelente combinación de instrumentos y un intenso desarrollo del primer tema. Alterna música de marcha con secciones oníricas.

### II.Lebhaft und sehr markiert
El segundo movimiento lleva la indicación Lebhaft und sehr markiert, que significa "Vivo y fuertemente acentuado". Está escrito en sol menor y mantiene el compás de 2/4. Aquí el núcleo aparece en numerosos estallidos cortos en el fragmento inicial que distorsionan el núcleo al presentarlo en un ritmo rápido de tresillos. Este movimiento tiene una forma más claramente ternaria, con un gran cambio de atmósfera en la elegante y lírica sección central, con música de marcha de "marcado sabor rústico".

### III.Ruhiges Tempo, mit zartem Ausdruck
El tercer movimiento lleva la indicación Ruhiges Tempo, mit zartem Ausdruck que es "Tempo tranquilo, con expresión delicada". Está escrito en sol mayor y en compás de 3/4. Se trata de un movimiento lento, mucho más lírico e idílico que los anteriores, con una importante figura de acompañamiento en los primeros compases, que es una versión aumentada del núcleo. Esta figura y por tanto el núcleo, constituyen gran parte del material melódico del movimiento, especialmente en un dúo para clarinete y viola. Se trata de un dúo amoroso de clarinete y viola, con movimiento constante en el piano.

### IV.Lebhaft, sehr markiert
El cuarto y último movimiento lleva la indicación Lebhaft, sehr markiert que significa "Vivo, muy marcado". Retoma la tonalidad inicial y el compás es 4/4. Se abre con potentes acordes y, en principio, parece no guardar relación con las secciones anteriores. La melodía, en cambio, es una versión en ritmo con puntillo del núcleo. La misma idea vuelve también, aumentada, en la lenta sección central del Finale. Presenta otro dúo en su centro y cita al final un tema del primer movimiento.